# Pizza iraní
Pizza iraní (persa: پیتزای ایرانی), también conocida como pizza persa (پیتزای پارسی), es una pizza preparada en Irán que normalmente se hace con carne trinchada, salchicha de ternera, pimienta de campana, seta, mozzarella queso y especias persas.

## Estilo
La pizza persa tiene un gusto único debido a sus ingredientes. Puede tener una masa gruesa o delgada. Algunas pizzerías en Teherán suelen servir pizza iraní sin pasta de tomate en su base y, más bien, usan ketchup.
Casi todas las pizzerías persas ofrecen las principales variedades de pizzas persas: pizzas Makhloot (mixtas: carne molida, diferentes tipos de salchicha, champiñones, pimiento morrón y cebolla) y Makhsoos (especial: los mismos ingredientes que Makhloot sin carne molida). Recientemente, las variedades de pizza de pollo (por ejemplo, pollo al pesto, pollo a la barbacoa) y pizza de verduras (pimiento morrón, champiñones, maíz, tomate, etc.) se han vuelto populares. Las principales especias que se utilizan en la pizza estilo persa son Avishan (orégano), pimiento rojo en polvo, pimienta negra y ajo seco en polvo.